# Шумский, Георгий Михайлович
Георгий Михайлович Шумский (8 января 1966 — 4 июля 2017) — советский и российский хоккеист, нападающий.

## Биография
Воспитанник ЦСКА. В первенстве и чемпионате СССР выступал за клубы СКА Новосибирск (1985/86), «Торпедо» Ярославль (1986/87 — 1987/88, 1988/89 — 1990/91), «Металлург» Череповец (1987/88), ШВСМ Ярославль (1989/90).
В первой половине 1990-х на профессиональном уровне не выступал. Затем играл за СКА СПб, «Спартак» Москва и САК Москва (все — 1996/97), «Спартак-2» Москва (1997/98), «Рубин» Тюмень (1998/99), МГУ (1999/2000).
Играющий тренер «Витязя» Подольск (2002/03 — 2004/05). Тренер ДЮСШ «Витязь» Чехов. Главный тренер юношеской сборной Центрального ФО (2009/10).
Скончался 4 июля 2017 года в возрасте 51 года.